# Muhammed Ali-moskén
Muhammad Ali-moskén eller Alabastermoskén (arabiska: مسجد محمد علي, är en  moské inom befästningen Kairo citadell i Kairo i Egypten som byggdes på uppdrag av Muhammed Ali Pasha mellan 1830 och 1848.
På sin plats på toppen av citadellet var denna osmanska moské den största som byggdes under den första halvan av 1800-talet och är, med sin karakteristiska siluett och tvillingminareter, den mest framträdande i Kairo. Moskén byggdes till minne av Tusun Pasha, Muhammad Alis äldste son, som dog 1816.
Moskén, tillsammans med det kringliggande citadellet, är genom sin upphöjda plats vid randen till Mokattam-bergen i stadens östra del, ett framträdande landmärke och en turistattraktion i Kairo och ett av de första kännetecknen när man närmar sig staden utifrån oavsett vilket väderstreck man kommer från. Från moskéområdet har man dessutom en imponerade utsikt över Kairo som breder ut sig därunder.

## Historia

Platsen för Muhammad Ali-moskén på en karta över Kairos citadell

Moskén byggdes ovanpå en plats av gamla Mamlukbyggnader inom Kairos citadell mellan 1830 och 1848, men färdigställdes först 1857 under regentskapet av Said Pasha. Arkitekten var Yusuf Bushnak från Istanbul som byggde den med Nya moskén i Istanbul som förebild. Moskéns fundament byggdes av spillrorna från byggnader som tidigare utgjort del av Citadellet.
Innan moskén var färdig togs alabasterpanelerna bort för att användas till att bygga palatset för Abbas I. De kala moskéväggarna täcktes istället med trä som målats för att se ut som marmor. 1899 började moskén visa tecken på att börja förfalla och undermåliga reparationer utfördes. Byggnadens skick försämrades och den var i så dåligt skick att kung Fuad beordrade en totalrenovering 1931, något som slutfördes först 1939 under kung Farouk.
Muhammad Ali Pasha begravdes i en kista av carraramarmor i moskén. Hans kropp transporterades dit från Hawsh al-Basha 1857.

## Arkitektur

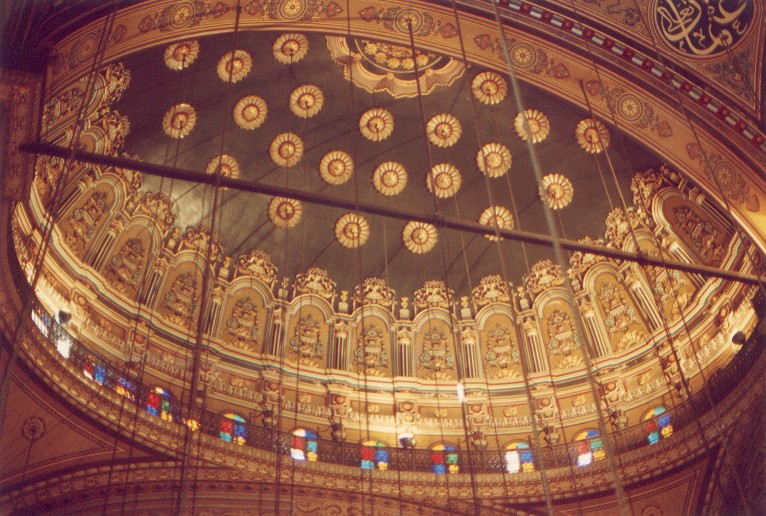
Kupolen från moskéns inre.

Muhammad Ali valde att bygga moskén helt i stil med sina tidigare härskare, osmanerna, tvärtemot mamlukerna som, trots sin politiska undergivenhet till osmanerna, behöll sin stil av arkitektur från de tidigare Mamluk-dynastierna.
Moskén byggdes med en central huvudkupol omgiven av fyra mindre kupoler i form av en halvcirkel. Den byggdes i form av en fyrkant och mäter 41x41 meter invändigt. Den centrala kupolen är 21 meter i diameter och byggnaden är 52 meter hög. De två eleganta cylindriska minareterna i turkisk stil har två balkonger med koniska toppar på moskéns västra sida och når en höjd av 82 meter.
Användandet av denna stil kombinerad med de två minareterna och flera halvkupoler kring den centrala huvudkupolen, karaktärsdragen för moskéer byggda med tillstånd av osmanska sultanen, var en trotsig deklaration av den egyptiska självständigheten.
Det huvudsakliga byggnadsmaterialet var kalksten men de lägre våningsplanen och förgården är klädda med alabaster till en höjd av 11,3 meter. De externa fasaderna är mäktiga, vinklade och reser sig cirka fyra våningsplan, det vill säga i höjd med de blytäckta kupolerna.
Moskéns mihrab i den sydöstra väggen är tre våningar hög och är täckt med en halvcirkelformad kupol. Det är två arkader på den andra våningen resta på pelare och täckta av kupoler. Trots att det finns tre ingångar på varje sida av förgården användes företrädesvis den nordöstra ingången. Förgården mäter 50x50 meter och är omgiven av pelare sammanfogade med valv och täckta av kupoler.
I mitten av den nordvästra pelarraden finns ett klocktorn av mässing, ett klocktorn som 1845 skänktes till Muhammad Ali av kung Ludvig Filip I av Frankrike som en gengåva för Luxor-obelisken som nu står på Place de la Concorde i Paris.
Moskén mäter 41 x 41 meter invändigt, vilket ger en ordentlig känsla av rymd. Genom att nyttja två våningsplan av kupolen ges ett intryck av betydligt mer utrymme än det verkliga. Den centrala kupolen är rest på fyra valv på stora pelare. Runt den centrala huvudkupolen finns fyra halvcirkelkupoler med ytterligare fyra mindre kupoler i hörnen. Kupolerna är målade och utsmyckade med motiv i relief.

## Bildgalleri

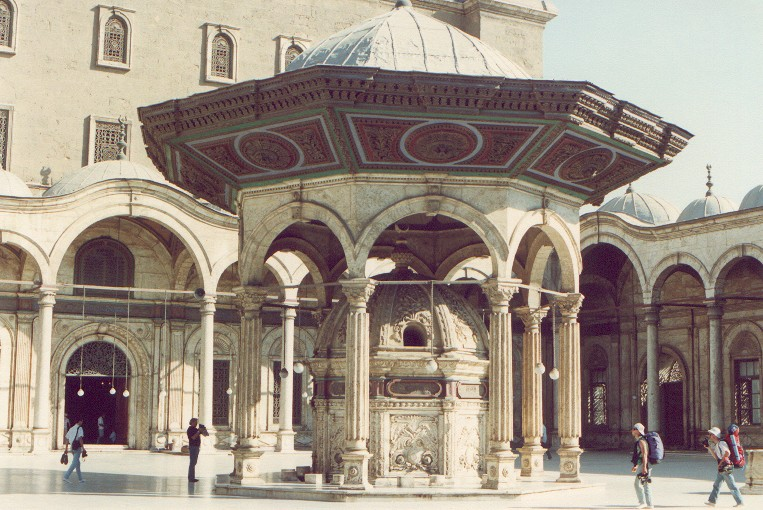
Moskéns borggård
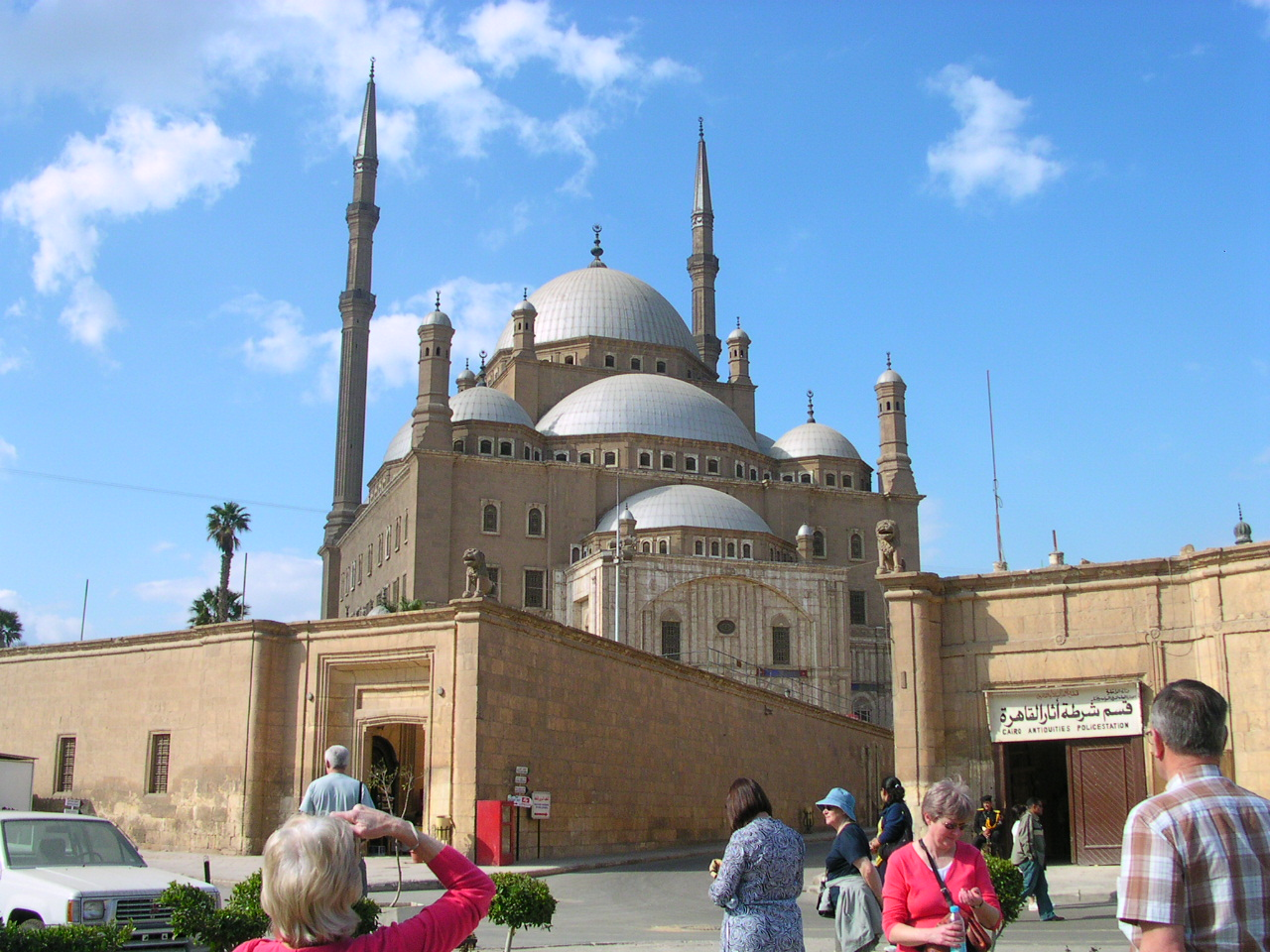
Moskéns utsida.
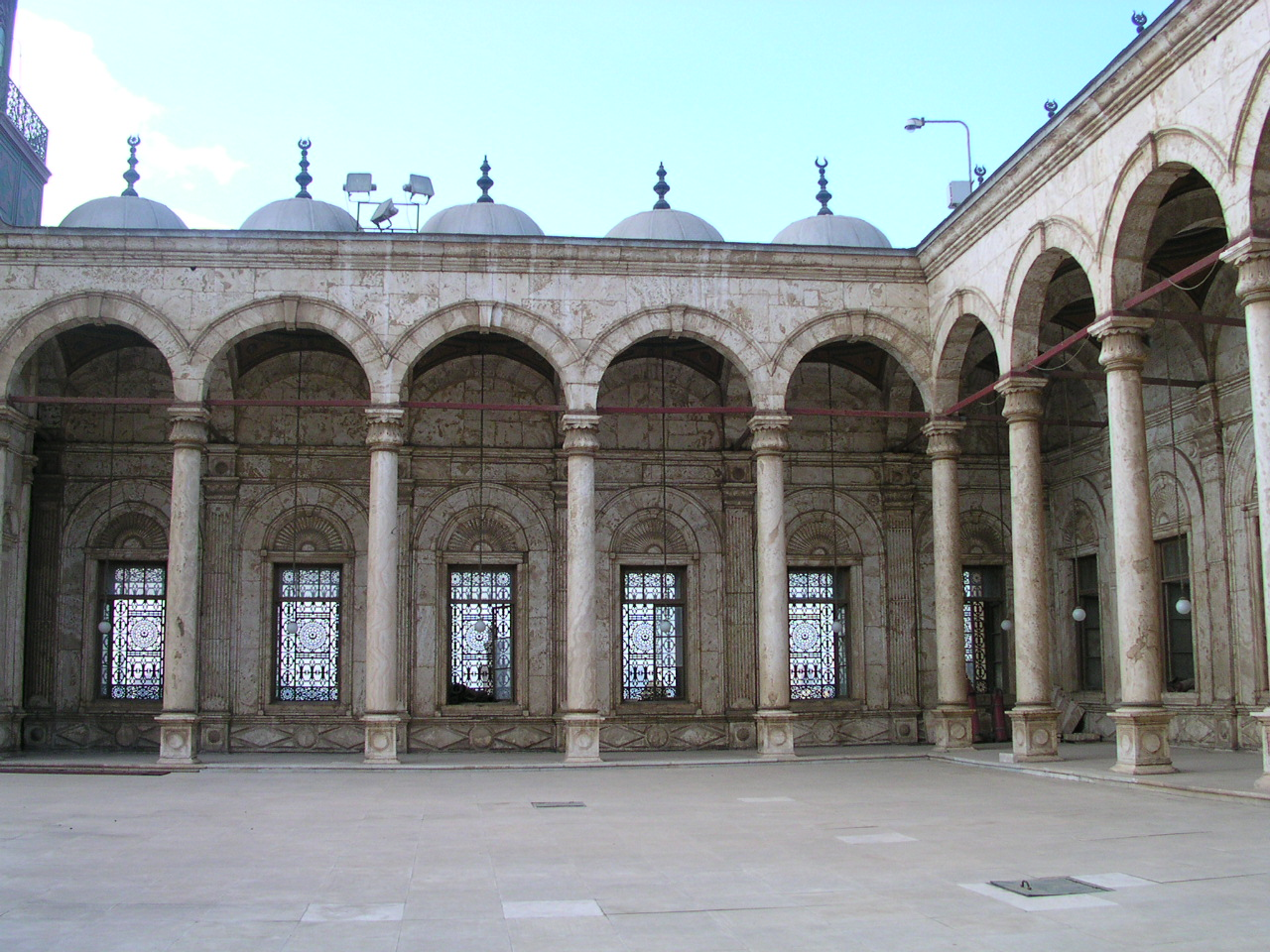
Den alabaster täckta borggården.
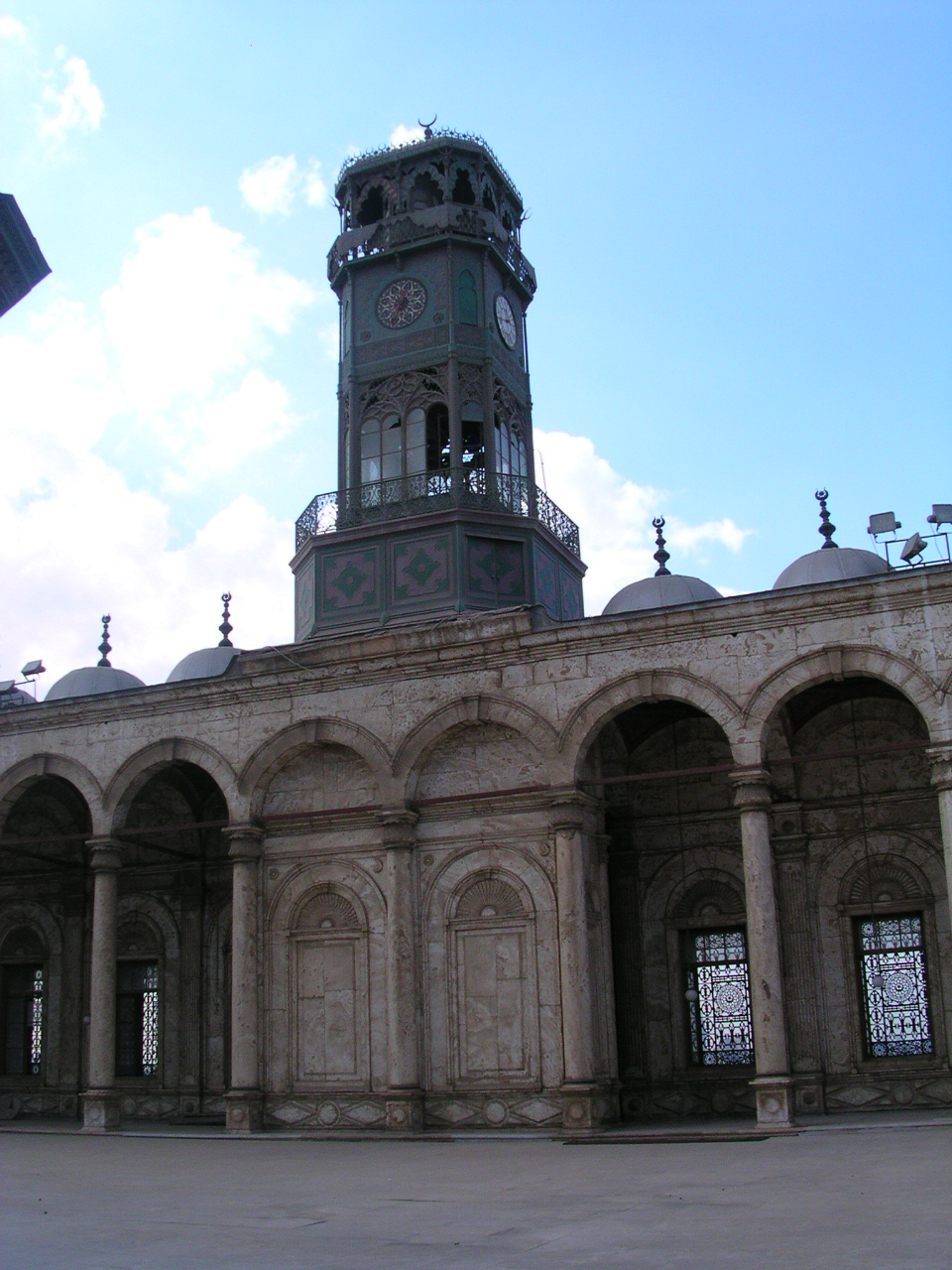
Klocktornet.
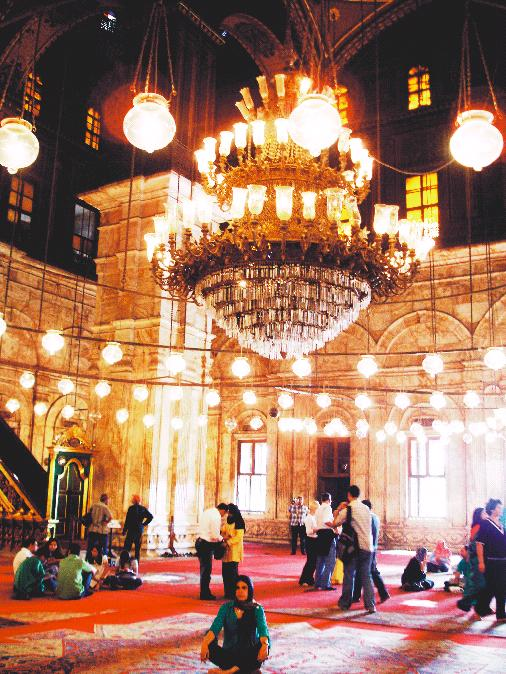
Moskéns innandöme.
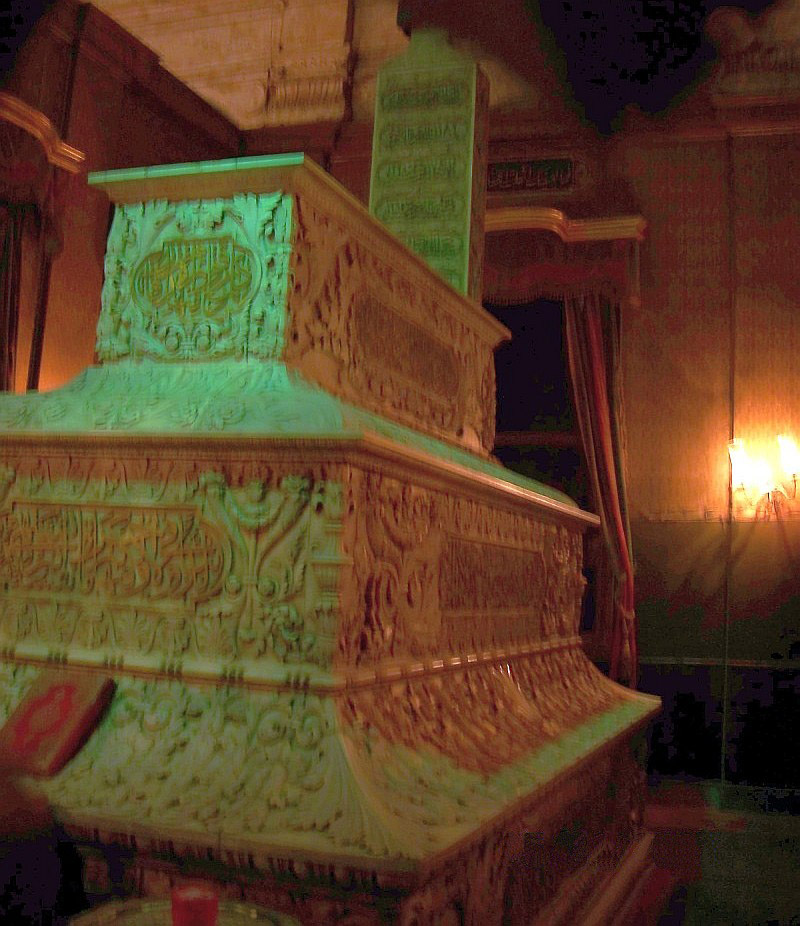
Muhammad Ali Pashas grav inne i moskén.
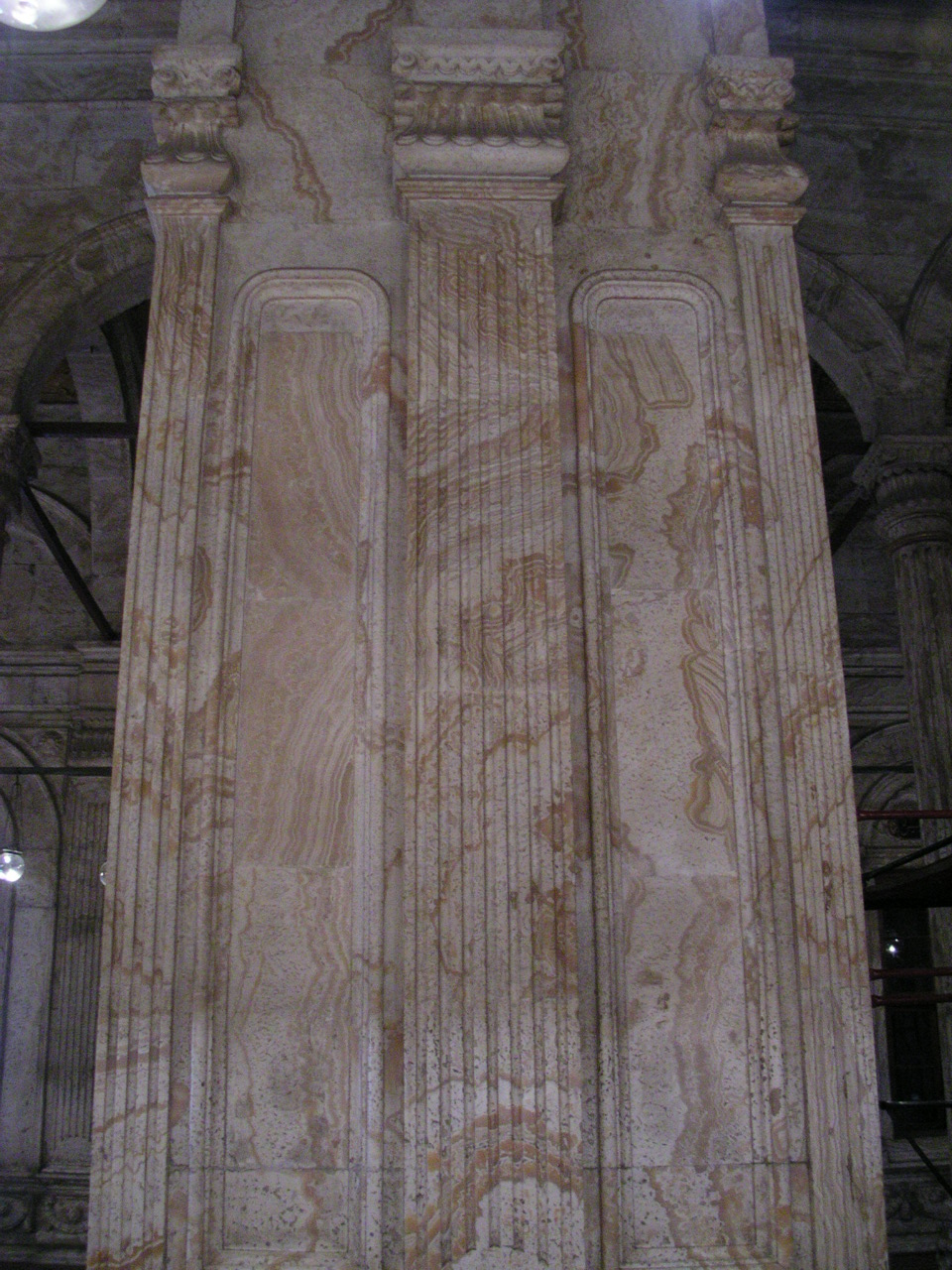
En alabasterklädd pelare.
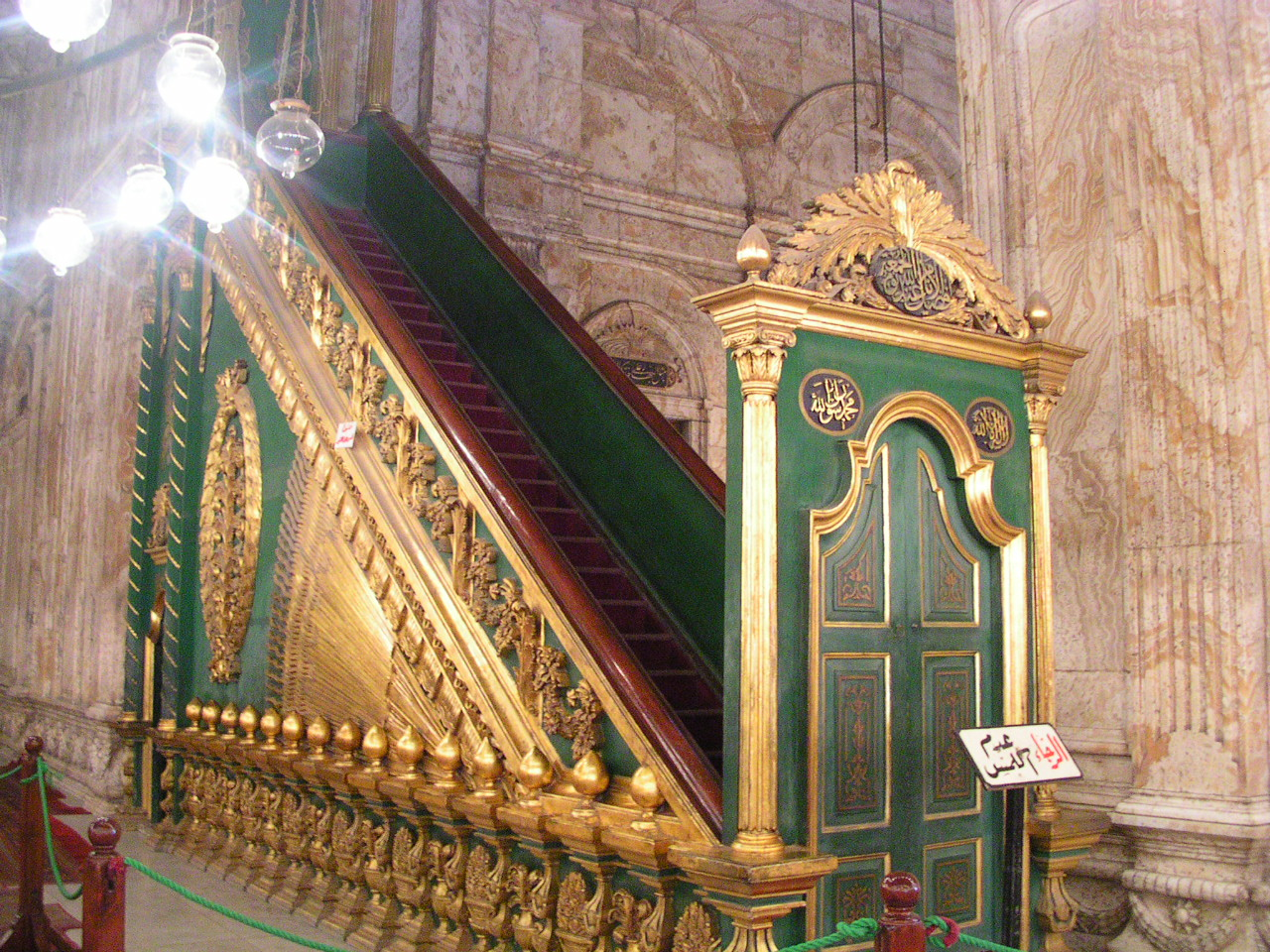
Moskéns Minbar.
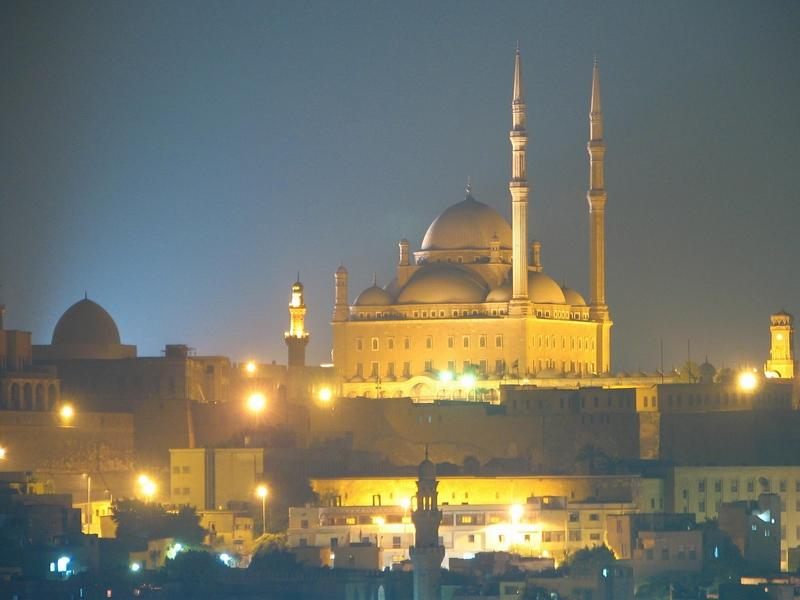
Moskén nattetid.
Panoramavy från moskén.